# Derrick Zimmerman
Derrick Dewayne Zimmerman (Monroe, Luisiana, 2 de diciembre de 1981) es un exjugador de baloncesto estadounidense. Con 1,88 metros de estatura, jugaba en la posición de base.

## Trayectoria deportiva

### Universidad
Jugó durante cuatro temporadas con los Bulldogs de la Universidad Estatal de Misisipi, en las que promedió 6,7  puntos, 3,2 rebotes y 4,0 asistencias por partido. Acabó su carrera como líeder histórico en asistencias, con 514, siendo elegido en dos ocasiones en el tercer mejor quinteto de la Southeastern Conference.

### Profesional
Fue elegido en la cuadragésima posición del Draft de la NBA de 2003 por Golden State Warriors, pero fue despedido antes del comienzo de la temporada. Probó entonces con Detroit Pistons, pero trasuna semana a prueba no cuajó. Fue asignado a los Columbus Riverdragons de la NBA Development League. En su segunda temporada en el equipo promedió 8,4 puntos, 5,6 asistencias y 4,3 rebotes por partido, siendo elegido mejor defensor de la liga e incluido en el segundo mejor quinteto.
Al año siguiente, ya con el equipo en Austin, volvió a ser elegido mejor defensor del campeonato, siendo el primer y hasta ahora último jugador en repetir galardón dos años consecutivos. Ya con la temporada 2005-06 de la NBA a punto de terminar, recibió la llamada de los New Jersey Nets, con los que llegó a jugar dos partidos en los que promedió 2,0 puntos y 3,5 asistencias.
En 2006 ficha por el Brose Baskets de la Basketball Bundesliga, desde donde, tras terminar contrato, se marchó al Air Avellino de la liga italiana, donde acabó la temporada promediando 7,0 puntos y 2,9 rebotes por partido.
En 2007 ficha por el HKK Široki de la Liga de baloncesto de Bosnia y Herzegovina, con los que disputa 4 partidos de la Liga del Adriático en los que promedia 7,3 puntos y 2,8 asistencias. Al año siguiente ficha por el BC Budivelnyk de la Superliga de Ucrania, donde juega dos temporadas, marchándose en 2010 al Hoverla Ivano-Frankivsk de la misma liga, en la que en su primera campaña promedia 10,6 puntos, 4,9 asistencias y 4,8 rebotes por partido. En 2011 ficha por el BC Kiev ucraniano. Luego firma por el Dnipro-Azot hasta inicios de 2013.
En febrero de 2013, deja Ucrania y se mueve a Alemania al firmar por el Neckar Riesen Ludwigsburg hasta final de temporada.
En enero de 2014, firma con el Energa Czarni Słupsk polaco, hasta final de temporada.

## Estadísticas de su carrera en la NBA

### Temporada regular
| Temporada | Edad | Equipo          | Liga | P | TIT | MIN  | TC  | TCA | %TC  | 3P  | 3PA | %3P | TL  | TLA | %TL | R.OF. | R.DEF. | REB | ASIS | ROB | TAP | PER | FP  | PTS |
| 2005-06   | 24   | New Jersey Nets | NBA  | 2 | 0   | 16.0 | 1.0 | 1.5 | .667 | 0.0 | 0.0 |     | 0.0 | 0.0 |     | 0.5   | 1.5    | 2.0 | 3.5  | 0.0 | 0.0 | 2.0 | 2.0 | 2.0 |
| Total     |      |                 | NBA  | 2 | 0   | 16.0 | 1.0 | 1.5 | .667 | 0.0 | 0.0 |     | 0.0 | 0.0 |     | 0.5   | 1.5    | 2.0 | 3.5  | 0.0 | 0.0 | 2.0 | 2.0 | 2.0 |